# Albert Lundblad
Erik Albert Lundblad (i riksdagen kallad Lundblad i Eskilstuna), född 13 maj 1836 i Köping, död 20 juni 1900 i Eskilstuna, var en svensk affärsman, politiker och rådman i Eskilstuna.

## Biografi
Erik Albert Lundblad var son till färgaren senare krögaren Sven Lundblad och Lovisa Sophia Ljungdahl i Köping. Han kom 14 år gammal till Eskilstuna och fick anställning hos en handlare. Han övertog verksamheten när denne flyttade till Stockholm och bedrev vinhandel 1865-1899. Vid sidan av sin affär var Lundblad engagerad i Eskilstuna stads utveckling. Han var ledamot av Eskilstuna stadsfullmäktige 1868-1898. Under många år ledamot av fullmäktiges beredningsutskott och bevillningsberedning.
Ledamot av drätselkammaren och dess ordförande under flera år. Ledamot i landstinget 1880-1900. Riksdagsman i andra kammaren för valkretsen Eskilstuna och Torshälla 1879-1884.
Andra offentliga uppdrag Lundblad hade var: Ledamot av kyrkorådet och skolrådet. Medlem i Norra Södermanlands järnvägs förvaltningsråd. Föreståndare för Eskilstunas auktionsverk från 1893. Ombud för Städernas brandstodsbolag tillkom 1899. Styrelseordförande och verkställande direktör 1872-1899 för Eskilstuna stads sparbank.
Lundblad var 1886 en av stiftarna till Eskilstuna Rederiaktiebolag. Han var ordförande och verkställande direktör för bolaget och Övre kanalbolaget från starten till 1898. Lundblad var med och bildade Eskilstuna bryggeri 1874 och var ordförande och verkställande direktör i bolaget under de första åren.
Vald till rådman 1891.Riddare av Vasaorden 1893